# 岡本裕生
岡本 裕生（おかもと ゆうき、1999年7月23日 - ）は、埼玉県八潮市出身のモーターサイクル・ロードレースライダー。2018年・2020年全日本ロードレース選手権ST600、2024年JSB1000クラスチャンピオン。

## 経歴
ミニバイクを経て、2015年、チーム・ノリックに加入し、筑波、菅生ロードレース・ST600クラスでシリーズチャンピオンを獲得。
2016年、全日本ロードレース選手権J-GP2クラスに参戦するが、開幕戦筑波で大腿骨・上腕骨骨折の重傷を負い、第6戦もてぎから参戦し、ランキング26位。
2017年、チーム51ガレージヤマハへ移籍し、ST600クラスに参戦。ポールポジション1回、優勝2回を含む表彰台4回獲得し、ランキング3位。
2018年も引き続きST600クラスに参戦し、ポールポジション1回、優勝2回を含む表彰台6回獲得し、シリーズチャンピオンを獲得。また、CIVにもスポット参戦を行った。
2019年、ST600クラス参戦3年目を迎え、ランキング3位（ポールポジション3回、優勝2回、表彰台4回）。
2020年、ST600クラス参戦4年目に突入し、2度目のST600クラスチャンピオンを獲得（優勝2回、表彰台3回）。
2021年、ST1000クラスへステップアップ。最終戦オートポリスで初優勝を記録し、ランキング5位。
2022年、JSB1000クラスへステップアップ。表彰台7回（最高位2位5回）を記録し、ランキング3位。
2023年、JSB1000クラス参戦2年目では、開幕戦もてぎでJSB1000クラス初ポール、第3戦菅生レース1でJSB1000クラス初優勝を記録するなどポールポジション2回、表彰台10回獲得し、ランキング2位。
2024年、JSB1000クラス参戦3年目でシリーズチャンピオンを獲得（ポールポジション3回、優勝4回、表彰台11回）。
2025年、テンケイト・レーシングからスーパースポーツ世界選手権に参戦。しかし、2月17日に行われたフィリップ・アイランド・サーキットでの公式テストで転倒し、尾骨骨折と脱臼を負ったため、開幕戦を欠場した。

## レース戦績
- 2016年 - 全日本ロードレース選手権J-GP2 ランキング26位
- 2017年 - 全日本ロードレース選手権ST600 ランキング3位
- 2018年 - 全日本ロードレース選手権ST600 シリーズチャンピオン
- 2019年 - 全日本ロードレース選手権ST600 ランキング3位
- 2020年 - 全日本ロードレース選手権ST600 シリーズチャンピオン
- 2021年 - 全日本ロードレース選手権ST1000 ランキング5位
- 2022年 - 全日本ロードレース選手権JSB1000 ランキング3位
- 2023年 - 全日本ロードレース選手権JSB1000 ランキング2位
- 2024年 - 全日本ロードレース選手権JSB1000 シリーズチャンピオン

### スーパースポーツ世界選手権
- 凡例
- ボールド体のレースはポールポジション、イタリック体のレースはファステストラップを記録。

| 年     | マシン | 1   | 1   | 2      | 2      | 3      | 3      | 4      | 4      | 5      | 5      | 6      | 6      | 7       | 7       | 8   | 8   | 9   | 9   | 10  | 10  | 11  | 11  | 12  | 12  | 順位  | ポイント |
| 年     | マシン | R1  | R2  | R1     | R2     | R1     | R2     | R1     | R2     | R1     | R2     | R1     | R2     | R1      | R2      | R1  | R2  | R1  | R2  | R1  | R2  | R1  | R2  | R1  | R2  | 順位  | ポイント |
| ------ | ------ | --- | --- | ------ | ------ | ------ | ------ | ------ | ------ | ------ | ------ | ------ | ------ | ------- | ------- | --- | --- | --- | --- | --- | --- | --- | --- | --- | --- | ----- | -------- |
| 2025年 | ヤマハ | AUS | AUS | POR 24 | POR 21 | NED 18 | NED 16 | ITA 16 | ITA 14 | CZE 17 | CZE 31 | EMI 24 | EMI 20 | GBR DNS | GBR DNS | HUN | HUN | FRA | FRA | ARA | ARA | POR | POR | SPA | SPA | 26位* | 2*       |

* 現在シーズン中。